# Dobużek
Dobużek – wieś w Polsce położona w województwie lubelskim, w powiecie tomaszowskim, w gminie Łaszczów.
W latach 1954–1957 wieś należała i była siedzibą władz gromady Dobużek, po jej zniesieniu w gromadzie Łaszczów. W latach 1975–1998 miejscowość administracyjnie należała do województwa zamojskiego.
Wieś stanowi sołectwo gminy Łaszczów. Według Narodowego Spisu Powszechnego z roku 2011 wieś liczyła 225 mieszkańców. W skład sołectwa Dobużek wchodzi także wieś Dobużek-Kolonia.
Wierni Kościoła rzymskokatolickiego należą do parafii Wniebowzięcia Najświętszej Maryi Panny w Nabrożu-Kolonii.
| SIMC    | Nazwa       | Rodzaj    |
| ------- | ----------- | --------- |
| 0893647 | Dobug       | część wsi |
| 0893653 | Podstawisko | część wsi |
| 0893660 | Rowy        | część wsi |

## Historia
Wieś odnotowana w dokumentach w roku 1466.  W 1564 roku stanowiła ona własność Łaszczów – Tuczapskich. Do nich należała również w połowie XVII stulecia. Według registru poborowego z 1564 roku znajdowały się tu 4 łany (67,2 ha) gruntów uprawnych. W XIX wieku posesorami byli do Gembarzewsscy i Pawłowscy. Od roku 1869 wieś należała do Rakowskich. Według spisu miast, wsi, osad Królestwa Polskiego  z 1827 r. wieś liczyła 52 domy oraz 324 mieszkańców. 
Spis z roku 1921 pokazał  65 domów oraz 429 mieszkańców, w tej liczbie 16 Żydów i aż 335 Ukraińców. 

Nota Słownika geograficznego Królestwa Polskiego z roku 1881 podaje taką oto charakterystykę wsi:  

Łąki włościańskie, położone po obu stronach rzeki Huczwi, błotniste, zaniedbane, ludność trudni się rybołówstwem i przemytem wódki z Galicji (... ), moralność i oświata nader niskie, zamożność mała...

{{Cytat}} Linki zewnętrzne: "źródło".
W pobliżu miejscowości, formalnie na terenie należącym do wsi Dobużek-Kolonia, był przystanek kolei wąskotorowej Dobużek.